# Lew Archer
Lew Archer est un personnage de détective privé, créé en 1949 par l'écrivain américano-canadien Ross Macdonald. Avec le Continental Op et Sam Spade, héros de Dashiell Hammett, ainsi que le Philip Marlowe de Raymond Chandler, Lew Archer est considéré comme un des meilleurs exemples de la figure du détective privé de la littérature policière américaine et son créateur « comme l'un des grands écrivains de romans noirs de la seconde génération. »

## Origines
Le nom de Lew Archer est un hommage à Dashiell Hammett : Miles Archer  est le nom du collègue de Sam Spade assassiné dans Le Faucon maltais. Le personnage doit également son ironie, son sens de l'observation et de la déduction psychologique à Philip Marlowe, le héros de Raymond Chandler, « mais Macdonald réussit à imposer sa griffe personnelle et à donner à sa créature une identité propre. »

## Biographie
Lew Archer, dont le nom complet est Lewis Archer, est né vers 1914 à Long Beach, où il passe sa jeunesse et son adolescence, « une période difficile de sa vie puisqu'il traîne dans les rues, hante les salles de billard et se fait même arrêter pour vol. » Il s'engage dans l'armée pendant la Seconde Guerre mondiale et participe à plusieurs opérations militaires d'envergure lors de la Guerre du Pacifique, dont la bataille d'Okinawa. À la démobilisation, il entre au service de la police de Long Beach dont le manque d'intégrité le dégoûte au point de le pousser, après cinq ans, à en quitter les rangs pour devenir détective privé. Ses débuts difficiles et ses horaires impossibles précipitent son divorce avec son épouse Sue. Cette blessure affective laisse des traces dans une mélancolie qui ne le quitte jamais totalement. Il réside en Californie du Sud, à Santa Teresa, ville imaginaire, inspirée de Santa Barbara.
Au cours de ses enquêtes, dont Lew Archer assure la narration, perce son dégoût à l'égard de la corruption endémique et de la dégradation morale des milieux familiaux nantis de la Côte Ouest qui font souvent appel à ses capacités de limier efficace et discret. S'il use souvent de remarques d'une fine ironie, son discours ignore tout cynisme appuyé et préfère adopter la position d'un observateur avisé et lucide de la réalité sociale américaine. En cela, il « joue le rôle généralement dévolu aux détectives du roman noir d'entre les deux guerres, celui de révélateur de la société. » Il se singularise pourtant de plusieurs héros conventionnels du roman noir par son allégeance à la gauche américaine. Il « incarne les valeurs démocratiques et reflète, en la perpétuant, une certaine image idéale de l'Américain moyen, proche en cela des fils de Frank Capra empreint de l'idéologie rooseveltienne. » En outre, parce qu'il échoue parfois dans ses investigations, s'intensifient chez lui le doute et le découragement, failles qui en font un héros profondément humain. Contrairement au Marlowe de Chandler ou au Sam Spade de Hammett qui paraissent plus imperturbables, « Archer est un homme blessé, meurtri, qui porte la croix de son passé. » En outre, même s'il évolue dans le même environnement géographique, il se retrouve moins souvent mêlé que ses prédécesseurs à la criminalité au cœur des gros centres urbains : son domaine est plutôt celui des banlieues cossues et des petites villes californiennes.
Quand il amorce sa carrière de détective privé, à l'âge de 35 ans, il ouvre un petit bureau au 84111/2 Sunset Boulevard à Los Angeles et s'occupe d'abord d'affaires de divorce, puis de chantages, d'extorsions de fonds, de disparitions et, enfin, d'enquêtes criminelles complexes. Après quelques années, ils privilégient les clients qui lui soumettent des affaires intéressantes, car il s'accorde la réserve de refuser de traiter les cas trop banals. Ses yeux bleus et sa haute taille - il mesure plus d'un 1,80 m (exactement 6 pieds 2 pouces) n'en font pas pour autant un tombeur. Il demeure de glace devant les avances de la plupart des belles femmes qui viennent solliciter ses services (notamment dans Noyade en eau douce et dans Le Sourire d'ivoire) ou qu'il croise au hasard de ses enquêtes. Il s'interdit d'ailleurs tout épanchement sentimental et se fait fort d'éviter ainsi les pièges qu'on lui tend ou qu'il pressent parfois à tort. Il refuse également de se soumettre à l'appât du gain et de se livrer à toute forme de violence gratuite. Sauf dans de rares moments d'égarement ou de peur (car il cède parfois à pareilles faiblesses), Archer n'a recours à sa force physique ou ne tue un adversaire qu'en cas d'extrême nécessité.
Ses capacités de déduction doivent beaucoup à sa sensibilité et à sa connaissance de la psychologie humaine. Son attitude glaciale et son culot, voire son arrogance, ont pour but de susciter des réactions chez ses interlocuteurs d'où découlent de précieux indices et renseignements pour la conduite et la résolution de ses enquêtes. Il n'est pas rare qu'il persévère dans ses investigations même si son client et la police lui demandent avec insistance de laisser tomber. Toléré et plus que respecté par les autorités, il est notoire qu'il a régulièrement maille à partir avec les policiers corrompus, les individus louches, les menteurs et les insolents. Il accepte par contre de recevoir sans fausse modestie, mais non sans malaise, les remerciements et les sentiments d'admiration qui parfois lui échoient et qu'il apprécie d'autant qu'ils sont brefs et qu'ils restent discrets. Il ne se fait pourtant aucune illusion sur la reconnaissance de ceux à qui il vient en aide. Il sait qu'en principe un détective n'est pas là pour être aimé. Dans Noyade en eau douce, une phrase sibylline, dont il a le secret, précise sa pensée quand il déclare que tous et chacun détestent les privés et les dentistes. Et que ces derniers le leur rendent bien. Certes, il s'agit là d'une boutade plus que d'une conviction, car Archer possède à un haut degré d'humanisme qui perce maintes fois sous la carapace de dur à cuire que son métier le contraint à revêtir. En somme, il « hésite à incarner le privé sceptique et d'apparence détachée » parce qu'il peut ainsi assumer le rôle d'une conscience.
Le cycle des enquêtes de Lew Archer compte dix-huit romans et onze nouvelles. De 1949 à 1976, le détective traverse ainsi plusieurs décennies. Or, au fil des aventures, le personnage ne change guère, si ce n'est qu'il vieillit. Dans le dernier roman, Le Sang aux tempes, il a 63 ans, « mais il mène toujours le même genre d'enquête (sur une fugue, une disparition) et observe toujours la même attitude. Ce sont les temps, en fait, qui ont changé. Les conflits entre époux, les problèmes d'incommunicabilité entre parents et enfants, et les ravages qu'ils provoquent (drogue, suicide, meurtres) - tout ce à quoi Lew Archer a toujours été confronté - prennent une nouvelle dimension et ont une tout autre résonance, à l'époque de la contestation générale. » Le héros de Ross Macdonald poursuit donc inlassablement son travail et observe encore avec calme et sensibilité les maux de la société américaine. Toutefois, l'écologie devient une préoccupation nouvelle, inédite même, chez Ross Macdonald qui illustre dans ses récits comment le saccage de la nature pèse sur le comportement des personnages. « Ce souci écologiste modifie légèrement la personnalité de Lew Archer, qui porte sur la Californie [des années 1970] un regard plus aigu et peut-être plus nostalgique qu'avant. »

## SérieLew Archer

### Romans
- The Moving Target (1949) Publié en français sous le titre Il est passé par ici, Paris, Presses de la Cité, coll. « Un mystère » no 184, 1954 ; réédition, Paris, Presses de la Cité, coll. « Un mystère », 3e série, no 147, 1971 ; réédition, Paris, J'ai lu no 2246, 1987 ; réédition sous le titre Cible mouvante, Paris, 10/18, coll. « Grands Détectives » no 2965, 1998 ; réédition sous le titre Il est passé par ici dans Polars années cinquante, vol. 3, Paris, Omnibus, 1998 Publié en français dans une nouvelle traduction intégrale de Jacques Mailhos sous le titre Cible mouvante, Paris, Gallmeister, coll. « Totem » no 18, 2012  (ISBN 978-2-35178-518-8)
- The Drowning Pool (1950) Publié en français sous le titre Cadavre en eau douce, Paris, Presses de la Cité, coll. « Un mystère » no 179, 1954 ; réédition de la même traduction sous le titre La Toile d'araignée, Paris, Presses de la Cité, coll. « Un mystère » no 556, 1960 ; réédition, Paris, Presses Pocket no 1246, 1976 ; réédition sous le titre Cadavre en eau douce, Paris, J'ai lu no 2133, 1987 ; réédition, Paris, 10/18, coll. « Grands Détectives » no 3018, 1998 ; réédition sous le titre La Toile d'araignée dans Polars années cinquante vol. 4, Paris, Omnibus, 1999 Publié en français dans une nouvelle traduction intégrale de Jacques Mailhos sous le titre Noyade en eau douce, Paris, Gallmeister, coll. « Totem » no 19, 2012  (ISBN 978-2-35178-519-5)
- The Way Some People Die (1951) Publié en français sous le titre À chacun sa mort, Paris, Presses de la Cité, coll. « Un mystère » no 172, 1954 ; réédition, Paris, Presses Pocket no 1078, 1974 ; réédition, Paris, J'ai lu no 1959, 1986 ; réédition, Paris, 10/18, coll. « Grands Détectives » no 3081, 1999 Publié en français dans une nouvelle traduction intégrale de Jacques Mailhos sous le titre À chacun sa mort, Paris, Gallmeister, coll. « Totem » no 29, 2013  (ISBN 978-2-35178-529-4)
- The Ivory Grin ou Marked for Murder (1952) Publié en français sous le titre La Grimace d'ivoire, Paris, Presses de la Cité, coll. « Un mystère » no 129, 1953 ; réédition, Paris, Presses de la Cité, coll. « Un mystère », 3e série no 110, 1970 ; réédition, Paris, J'ai lu no 2034, 1986 ; réédition, Paris, 10/18, coll. « Grands Détectives » no 3246, 2000 Publié en français dans une nouvelle traduction intégrale de Jacques Mailhos sous le titre Le Sourire d'ivoire, Paris, Gallmeister, coll. « Totem » no 31, 2013  (ISBN 978-2-35178-531-7)
- Find a Victim (1954) Publié en français sous le titre Vous qui entrez ici, Paris, Presses de la Cité, coll. « Un mystère » no 202, 1955 ; réédition, Paris, 10/18, coll. « Grands Détectives » no 3280, 2001 Publié en français dans une nouvelle traduction intégrale de Jacques Mailhos sous le titre Trouver une victime, Paris, Gallmeister, coll. « Totem » no 42, 2014  (ISBN 978-2-35178-542-3)
- The Barbarous Coast (1956) Publié en français sous le titre Faut pas se mouiller, Paris, Presses de la Cité, coll. « Un mystère » no 319, 1957 ; réédition sous le titre La Côte barbare, Paris, J'ai lu no 1823, 1985 ; réédition, Paris, 10/18, coll. « Grands Détectives » no 3210, 2000 Publié en français dans une nouvelle traduction intégrale de Jacques Mailhos sous le titre La Côte barbare, Paris, Gallmeister, coll. « Totem » no 45, 2014  (ISBN 978-2-35178-545-4)
- The Doomsters (1958) Publié en français sous le titre La Malédiction des Hallman, Paris, Clancier-Guénaud, 1977 ; réédition, Genève, Éditions Famot, coll. « Les Grands Maîtres du roman policier », 1980 ; réédition, Paris, 10/18, coll. « Grands Détectives » no 2145, 1990 Publié en français dans une nouvelle traduction intégrale de Jacques Mailhos sous le titre Les Oiseaux de malheur, Paris, Gallmeister, coll. « Totem » no 56, 2015  (ISBN 978-2-35178-556-0)
- The Galton Case (1959) Publié en français sous le titre Un mortel air de famille, Paris, Fayard, coll. « L'Aventure criminelle » no 173, 1964 ; réédition, Paris, J'ai lu no 1752, 1984 ; réédition sous le titre L'Affaire Galton, Paris, 10/18, coll. « Grands Détectives » no 2894, 1997 Publié en français dans une nouvelle traduction intégrale de Jacques Mailhos sous le titre L'Affaire Galton, Paris, Gallmeister, coll. « Totem » no 105, 2018  (ISBN 978-2-351-78675-8)
- The Wycherly Woman (1961) Publié en français sous le titre Le Cas de la femme Wycherly, Paris, Fayard, coll. « L'Aventure criminelle » no 165, 1963 ; réédition sous le titre L'Affaire Wycherly, Paris, J'ai lu no 1631, 1984 ; réédition, Paris, 10/18, coll. « Grands Détectives » no 2825, 1997 Publié en français dans une nouvelle traduction intégrale de Jacques Mailhos sous le titre Le Cas Wycherly, Paris, Gallmeister, coll. « Totem » no 131, 2019  (ISBN 978-2-351-78687-1)
- The Zebra-Striped Hearse (1962) Publié en français sous le titre Le Corbillard zébré, Paris, Fayard, coll. « L'Aventure criminelle » no 179, 1964 ; réédition, Paris, J'ai lu no 1662, 1984 ; réédition, Paris, 10/18, coll. « Grands Détectives » no 2736, 1996 Publié en français dans une nouvelle traduction intégrale de Jacques Mailhos sous le titre Le Corbillard zébré, Paris, Gallmeister, coll. « Totem » no 174, 2021  (ISBN 978-2-35178-729-8)
- The Chill (1964) Publié en français sous le titre Le Frisson, Paris, Fayard, coll. « L'Aventure criminelle » no 187, 1964 ; réédition, Paris, J'ai lu no 1573, 1983 ; réédition, Paris, 10/18, coll. « Grands Détectives » no 2693, 1995 Publié en français dans une nouvelle traduction intégrale de Jacques Mailhos sous le titre Le Frisson, Paris, Gallmeister, coll. « Totem » no 209, 2022  (ISBN 978-2-35178-730-4)
- The Far Side of the Dollar (1965) Publié en français sous le titre La Face obscure du dollar, Paris, J'ai lu no 1687, 1984 ; réédition, Paris, 10/18, coll. « Grands Détectives » no 2640, 1995 Publié en français dans une nouvelle traduction intégrale de Jacques Mailhos sous le titre La Face cachée du dollar, Paris, Gallmeister, coll. « Totem » no 242, 2023  (ISBN 978-2-35178-731-1)
- Black Money (1966) Publié en français sous le titre Black Money, Paris, Hachette, 1972 ; réédition, Paris, 10/18, coll. « Grands Détectives » no 2535, 1994 Publié en français dans une autre traduction sous le titre Mon semblable, mon frère, Verviers, Gérard, coll. « Marabout » BMno 742, 1981 Publié en français dans une nouvelle traduction intégrale de Jacques Mailhos sous le titre Argent noir, Paris, Gallmeister, coll. « Totem » no 273, 2024  (ISBN 978-2-35178-732-8)
- The Instant Enemy (1968) Publié en français sous le titre La Mineure en fugue, Paris, Presses de la Cité, coll. « Une mystère », 3e série, no 135, 1971 ; réédition, Paris, Presses de la Cité, coll. « Punch » no 93, 1971 ; réédition, Paris, J'ai lu no 2551, 1989 ; réédition, Paris, 10/18, coll. « Grands Détectives » no 2572, 1995 Publié en français dans une nouvelle traduction intégrale de Jacques Mailhos sous le titre L'Ennemi immédiat, Paris, Gallmeister, coll. « Totem » no 317, 2025  (ISBN 978-2-35178-733-5)
- The Goodbye Look (1969) Publié en français sous le titre Un regard d'adieu, Paris, Hachette, 1972 ; réédition, J'ai lu no 1545, 1983 ; réédition, Paris, 10/18, coll. « Grands Détectives » no 2464, 1994
- The Underground Man (1971) Publié en français sous le titre L'Homme clandestin, Paris, Hachette, 1971 ; réédition, LGF, coll. « Le Livre de poche » no 3516, 1973 ; réédition, Paris, 10/18, coll. « Grands Détectives » no 2465, 1994
- Sleeping Beauty (1973) Publié en français sous le titre La Belle endormie, Paris, Fayard, coll. Thriller, 1975 ; réédition, Verviers, Gérard, coll. « Marabout » BMno 726, 1980 ; réédition, Paris, 10/18, coll. « Grands Détectives » no 2516, 1994
- The Blue Hammer (1976) Publié en français sous le titre Le Sang aux tempes, Paris, Fayard, 1978 ; réédition, Verviers, Gérard, coll. « Marabout » BMno 727, 1980 ; réédition, Paris, 10/18, coll. « Grands Détectives » no 2517, 1994

### Recueils de nouvelles
- The Name is Archer (1955) - contient 7 nouvelles
- Lew Archer: Private Investigator (1977) - contient le court roman The Name is Archer et deux autres nouvelles Publié en français sous le titre Lew Archer, détective privée à Hollywood, Paris, Fleuve noir, coll. « Super poche » no 8, 1993

Note : Le recueil français ne contient pas le court roman de l'édition originale, mais inclut les sept nouvelles de The Name is Archer.
- Strangers in Town (2001) - recueil de 3 nouvelles, dont deux avec Lew Archer.

### Nouvelles

#### SérieLew Archer
Ces nouvelles sont reprises dans les recueils My Name is Archer, Lew Archer, Private Investigator, et Strangers in Town.
- Find the Woman (juin 1946, Ellery Queen's Mystery Magazine) Publié en français sous le titre Chechez la femme, dans Lew Archer, détective privé à Hollywood, Paris, Fleuve noir, coll. « Super poche » no 8, 1993
- The Bearded Lady (octobre 1948, American Magazine ; nouvelle aussi titrée Murder is a Public Matter) Publié en français sous le titre Tableau d'un meurtre, Paris, Opta, Mystère magazine no 160, mai 1961 ; réédition dans Lew Archer, détective privé à Hollywood, Paris, Fleuve noir, coll. « Super poche » no 8, 1993 Publié en français dans une autre traduction sous le titre Dame avec une barbe, dans Histoires qui font mouche, Paris, Pocket no 1820, 1981
- The Imaginary Blonde (février 1953, Manhunt ; nouvelle aussi titrée Gone Girl ou The Missing Sister Case) Publié en français sous le titre La Fille perdue, Paris, Opta, Mystère magazine no 303, mai 1973 ; réédition dans Lew Archer, détective privé à Hollywood, Paris, Fleuve noir, coll. « Super poche » no 8, 1993 Publié en français dans une autre traduction sous le titre Une fille perdue, dans Histoires préférées du maître ès crimes, Paris, Pocket no 1819, 1981
- The Guilty Ones (mai 1953, Manhunt ; nouvelle aussi titrée The Sinister Habit) Publié en français sous le titre Les Coupables, Paris, Opta, Suspense no 7, octobre 1956 ; réédition dans Lew Archer, détective privé à Hollywood, Paris, Fleuve noir, coll. « Super poche » no 8, 1993
- The Beat-Up Sister (octobre 1953, Manhunt ; nouvelle aussi titrée The Suicide) Publié en français sous le titre La Sœur disparue, Paris, Opta, L’Anthologie du mystère no 19, 1974 ; réédition dans Lew Archer, détective privé à Hollywood, Paris, Fleuve noir, coll. « Super poche » no 8, 1993
- Guilt-Edged Blonde (janvier 1954, Manhunt) Publié en français sous le titre Une blonde dorée sur tranche, Paris, Opta, Mystère magazine no 319, septembre 1974 ; réédition dans Lew Archer, détective privé à Hollywood, Paris, Fleuve noir, coll. « Super poche » no 8, 1993 Publié en français dans une autre traduction sous le titre Une blonde coupable sur les bords, dans Anthologie de la littérature policière, Paris, Ramsay, 1980
- Wild Goose Chase (juillet 1954, Ellery Queen's Mystery Magazine) Publié en français sous le titre Crime par procuration, Paris, Opta, Mystère magazine no 104, septembre 1956 ; réédition dans Lew Archer, détective privé à Hollywood, Paris, Fleuve noir, coll. « Super poche » no 8, 1993
- Midnight Blue (octobre 1960, Ed McBain's Mystery Magazine) Publié en français sous le titre Midnight Blues, Paris, Opta, Mystère magazine no 317, juillet 1974 ; réédition dans Lew Archer, détective privé à Hollywood, Paris, Fleuve noir, coll. « Super poche » no 8, 1993
- The Sleeping Dog (avril 1965, Argosy) Publié en français sous le titre Un chien de sa chienne, Paris, Campus éditions, Thriller no 3, mai-juin 1982 ; réédition dans Lew Archer, détective privé à Hollywood, Paris, Fleuve noir, coll. « Super poche » no 8, 1993
- Strangers in Town  - nouvelle écrite en 1950, publiée de manière posthume en 2001
- The Angry Man  - nouvelle écrite en 1955, publiée de manière posthume en 2001

## Adaptations cinématographiques et télévisuelles
Lew Archer est le héros de trois films, d'un téléfilm et d'une série télévisée.
Sous le nom rebaptisé de Lew Harper, Paul Newman l'incarne à deux reprises au cinéma :
- 1966 : Détective privé (Harper), film américain réalisé par Jack Smight, adaptation du roman Cible mouvante (1949)
- 1975 : La Toile d'araignée (The Drowing Pool), film américain réalisé par Stuart Rosenberg, adaptation du roman Noyade en eau douce (1950)

Sous le nom rebaptisé de Lew Millar, James Faulkner devient le héros de Ross Macdonald (dont le nom véritable est Kenneth Millar) :
- 2002 : Le Loup de la côte Ouest, film franco-argento-portugais réalisé par Hugo Santiago, adaptation de la nouvelle Une blonde dorée sur tranche (Guilt-Edged Blonde, 1954)

Autres incarnations :
- En 1974, Peter Graves est Lew Archer dans le téléfilm The Underground Man de Paul Wendkos, d'après le roman éponyme de 1971.
- De janvier à mars 1975, Brian Keith joue Lew Archer dans une série télé éponyme qui n'eut que six épisodes :
  - The Turkish Connection
  - The Arsonist
  - The Body Beautiful
  - Shades of Blue
  - The Vanished Man
  - Blood Money

## Sources
- Robert Deleuse, Les Maîtres du roman policier, Paris, Bordas, coll. « Les Compacts no 24 », 1991, 254 p. (ISBN 2-04-019557-2, OCLC 221380285), p. 110 (notice Ross Macdonald).
- Claude Mesplède (dir.), Dictionnaire des littératures policières, vol. 1 : A - I, Nantes, Joseph K, coll. « Temps noir », 2007, 1054 p. (ISBN 978-2-910686-44-4, OCLC 315873251), p. 90-91 (notice Lew Archer).
- Claude Mesplède, Dictionnaire des littératures policières, vol. 2 : J - Z, Nantes, Joseph K, coll. « Temps noir », 2007, 1086 p. (ISBN 978-2-910686-45-1, OCLC 315873361), p. 259-260 (notice Ross Macdonald).
- Denis Fernandez Recatala, Le Polar, Paris, MA Éditions, 1986, 187 p. (OCLC 15796887), p. 22-23 (notice Lew Archer).